# یورای فاندلی
یورای فاندلی (مجاری: György Fándly؛ ۲۱ اکتبر ۱۷۵۰ – ۷ مارس ۱۸۱۱ (۶۰ سالگی)) نویسنده، کشیش کاتولیک و حشره‌شناس (زنبوردار) اسلواکی در پادشاهی مجارستان بود. او در در یک خانواده صنعتگر-کشاورز به دنیا آمد. پدرش بلافاصله پس از تولدش فوت کرد و مادرش به روستای همسایه نقل مکان کرد، جایی که او در آنجا به مدرسه ابتدایی رفت. او بعداً در سوتی یور تحصیل کرد و پس از آن در بودا (امروزه بخشی از بوداپست) و ترناوا به تحصیل الهیات پرداخت. به دلیل ضعف سلامتی در هیچ‌یک از احکام مذهبی پذیرفته نشد. اما سرانجام به عنوان کشیش از ۱۷۸۰ تا ۱۸۰۷ مشغول به کار شد.